# Cardiophorus hierrensis
Cardiophorus hierrensis là một loài bọ cánh cứng trong họ Elateridae. Loài này được Franz miêu tả khoa học năm 1980.